# Mia (Mia Martini 1976)
Mia è la prima raccolta ufficiale di Mia Martini, pubblicata nel 1976 dalla Ricordi. Uscì poche settimane prima della rottura del contratto tra la cantante e l'etichetta milanese.

## Tracce
1. Piccolo uomo
2. Al mondo
3. Agapimu
4. Valsinha
5. Sabato
6. Minuetto
7. Donna sola
8. Inno
9. Amanti
10. Sensi-Volesse il cielo